# Гуштын, Александр Сергеевич
Александр Сергеевич Гуштын (бел. Аляксандр Сяргеевіч Гуштын; род. 16 августа 1993, Свислочь, Гродненская область) — белорусский борец вольного стиля, призёр чемпионатов Европы, участник Олимпийских игр 2020 года в Токио.

## Биография
Родился в 1993 году в Свислочи.
В 2010 году он участвовал в соревнованиях среди юношей в весовой категории до 76 кг на летних юношеских Олимпийских играх 2010 года, проходивших в Сингапуре. По итогам соревнований Гуштын занял 5-е место. В 2012 году выиграл первенство Европы среди юниоров. В 2013 году стал серебряным призёром первенства Европы среди юниоров.
Участвовал в соревнованиях в весовой категории до 86 кг на Европейских играх 2015 года, проходивших в Баку. В том же году был участником Чемпионата мира по борьбе, проходившем в Лас-Вегасе, где выбит в своём первом матче Армандсом Звирбулисом из Латвии. Год спустя выиграл бронзовую медаль в весовой категории до 97 кг на Чемпионате мира по борьбе среди студентов, проходившем в Чоруме.
В 2017 году Гуштын стал обладателем бронзовой медали в весовой категории до 97 кг на Чемпионате Европы по борьбе. Вскоре стало известно, что первоначальный обладатель серебряной медали Анзор Болтукаев был дисквалифицирован и лишён медали из-за положительного допинг-теста. В этом же году выиграл Чемпионат мира среди военнослужащих. В 2018 году Гуштын выиграл серебряную медаль Чемпионате Европы по борьбе, проходившем в Каспийске. В 2019 году он повторил своё достижение годичной давности и стал вторым на Чемпионате Европы, проходившем в Бухаресте.
В 2019 году представлял Беларусь на Всемирных военных играх, проходивших в Ухане, и завоевал серебряную медаль в весовой категории до 97 кг. В финале он проиграл Мохаммаду Хусейну Мохаммадиану из Ирана. В 2020 году завоевал серебряную медаль на Индивидуальном кубке мира по борьбе 2020 года, проходившем в Белграде. В финале Гуштын проиграл Абдулрашиду Садулаеву из России. В марте 2021 года прошёл сито квалификации на Европейском квалификационном турнире для участия в летних Олимпийских играх 2020 года. В Токио уступил в первом же раунде  кубинцу Рейнерису Саласу, тем самым завершив выступление на Олимпиаде.
В апреле 2024 года на Европейском квалификационном турнире в Баку ему удалось завоевать лицензию на летние Олимпийские игры 2024 в весовой категории до 97 кг.

## Основные результаты
| Год  | Турнир                 | Место             | Рез. | Сорев.   |
| ---- | ---------------------- | ----------------- | ---- | -------- |
| 2017 | Чемпионат Европы       | Нови-Сад, Сербия  | 2    | до 97 кг |
| 2018 | Чемпионат Европы       | Каспийск, Россия  | 2    | до 97 кг |
| 2019 | Чемпионат Европы       | Бухарест, Румыния | 2    | до 97 кг |
| 2019 | Европейские игры       | Минск, Беларусь   | 3    | до 97 кг |
| 2019 | Всемирные военные игры | Ухань, Китай      | 2    | до 97 кг |